# ناحیه آسکلوسا، شهرستان کلی، ایلینوی
ناحیه آسکلوسا، شهرستان کلی، ایلینوی (به انگلیسی: Oskaloosa Township) یک منطقهٔ مسکونی در ایالات متحده آمریکا است که در شهرستان کلی، ایلینوی واقع شده‌است. ناحیه آسکلوسا ۳۲۲ نفر جمعیت دارد و ۱۶۲ متر بالاتر از سطح دریا واقع شده‌است.